# NGC 434
NGC 434 es una galaxia espiral barrada de la constelación de Tucana. 
Fue descubierta el 22 de octubre de 1834 por el astrónomo John Herschel.